# مفاعل حيوي طحلبي

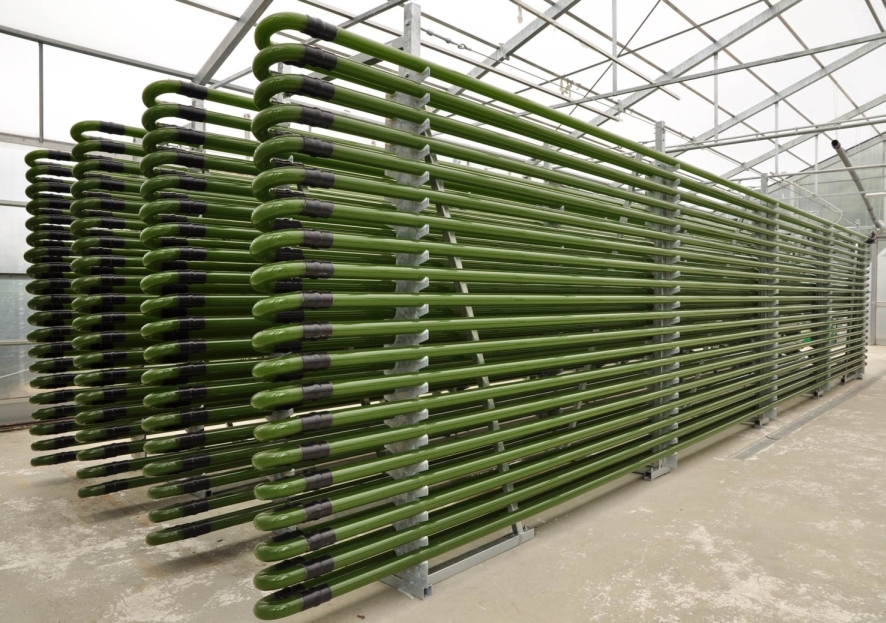

يُطلق على المفاعل الحيوي المستخدم لأغراض استزراع الطحالب بهدف تثبيت ثاني أكسيد الكربون أو إنتاج كتلةٍ حيويةٍ اسم المفاعل الحيوي الطحلبي (بالإنجليزية:  algae bioreactor)‏ أو المفاعل الحيوي الضوئي الطحلبي (بالإنجليزية:  Photobioreactor)‏. ونلاحظ أن هذا المفاعل الحيوي قد بُنِيَ بصورةٍ أساسيةٍ على أساس نظرية التفاعل البنائي الضوئي والذي تقوم به الطحلبياتالمحتوية على الكلوروفيل والتي تقوم بنفسها باستخدام ثاني أكسيد الكربون المتحلل وطاقة ضوء الشمس. حيث يتشتت ثاني أكسيد الكربون داخل سائل المفاعل ليجعله متاحاً للطحلبيات. ومن ثم يجب أن يتم تصنيع هذا المفاعل الحيوي من مادةٍ شفافةٍ.
وتتسم الطحالب بأنها كائنات ذاتية التغذية الضوئية (بالإنجليزية:  Photoautotroph)‏ والتي لها القدرة على القيام بعملية التمثيل الضوئي المنتجة للأكسجين.
ويمكن صياغة معادلة التمثيل الضوئي كما يلي:
{\displaystyle {\begin{matrix}\mathrm {6\;CO_{2}+6\;H_{2}O\quad \longrightarrow \;C_{6}H_{12}O_{6}+6\;O_{2}} \qquad \Delta H^{0}=+2870\ {\frac {\mathrm {kJ} }{\mathrm {mol} }}\end{matrix}}}

## الخلفية التاريخية
أجرت مؤسسة كارنيجي (بالإنجليزية:  Carnegie Institution)‏ التجارب الأولى الهادفة إلى استزراع الطحالب في عام 1957 في واشنطن. حيث تم استزراع الشوريلا أحادية الخلية من خلال إضافة ثاني أكسيد الكربون، وبعض المعادن. وفي الأيام الأولى، استخدمت المفاعلات الحيوية المصنعة من الزجاج والتي تغيرت بعد ذلك إلى نوعٍ من الحقائب البلاستيكية. حيث تمثل الهدف من تلك الأبحاث في زراعة الطحالب بهدف إنتاج مغذيات حيوانية رخيصة التكلفة.

## نماذج المفاعلات الضوئية متكررة الاستخدام
يمكننا في وقتنا هذا التمييز بين ثلاثة نماذجٍ رئيسيةٍ لمفاعلات الطحال الحيوية الضوئية، إلا أن العامل المقرر يتجسد في توحيد المعيار – المتمثل في الكثافة المتاحة لطاقة شوء الشمش.

### المفاعل الحيوي الضوئي المسطح
يتكون المفاعل الحيوي المسطح من مجموعةٍ من الصناديق المثلثة المنحدرة المرتبة رأسياً، والتي غالباً ما تكون مقسمة فيما بين جزئين إثنين للتأثير على عملية تهيج السائل المتواجد بالمفاعل. وعموماً تُرَتب تلك الصناديق بنظامٍ يساعد على اتصالها معاً. حيث تستخدم تلك الوصلات كذلك لتسهيل إجراء عملية التعبئة/ التفريغ، تقديم الغاز، وانتقال المواد المغذية. فغالباً ما يحدث تقديم للغاز المتدفق في قاع الصندوق لضمان توفير وقتٍ كافٍ لثاني أكسيد الكربون ليتفاعل مع الطحالب المتواجدة في سائل المفاعل.

### المفاعل الحيوي الضوئي الأنبوبي
يتكون المفاعل الأنبوبي من مجموعةٍ من الأنابيب المرتبة إما أفقياً أو رأسياً، المتصلة معاً بنظام أنبوبي. حيث يكون للسائل المعلق به الطحالب القدرة على الدوران في هذا النظام الأنبوبي. وغالباً ما تكون الأنابيب مصنعة من البلاستيكيات الشفافة أو الزجاج ويتم الحفاظ على الحركة الدورانية بواسطة مضخة في نهاية النظام. هذا ويحدث تقديم الغاز في كلٍ من النهاية/البداية للنظام الأنبوبي. مما يجعل طريقة تقديم الغاز تلك تتسبب في وقوع مشكلة نقص ثاني أكسيد الكربون، بالإضافة إلى التركيز العالي للأكسجين في نهاية الوحدة خلال عملية الدوران، وكذلك نقص الكفاءة العامة للمفاعل.

### المفاعل الحيوي الضوئي العمودي الفقاعي
يتكون المفاعل العمودي الفقاعي (بالإنجليزية:  bubble column photo reactor)‏ من عمود اسطواني مصطف رأسياً، والمصنوع من مادةٍ شفافةٍ. وهنا تحدث عملية تقديم الغاز في قاع العمود وتتسبب في وقوع تيارٍ مضطربٍ للمساعدة في وقوع عملية تبادلٍ أمثلٍ للغاز. مع ملاحظة أن هذه النماذج من المفاعلات الحيوية تصنع حالياً بأقصى قطرٍ يتراوح من 25 سم إلى 30 سم، بهدف ضمان توفير الإمداد المطلوب من طاقة ضوء الشمس. هذا ويسمح هذا النوع من المفاعلات بتقليل القوى المؤذية المشاركة – أي قوى؟
وتتمثل المشكلة الأكبر مع التركيب القائم على ضوء الشمس في الحجم المحدود للقطر. إلا أن بعض علماء الأبحاث العلمية [بحاجة لمصدر] اخترعوا طريقةً لتجميع ضوء الشمس باستخدام مُجَمِّع مخروطي الشكل ثم نقله بعد ذلك باستخدام نوعٍ من كابلات الألياف الزجاجية والتي تم تعديلها لتتوافق مع المفاعل بهدف السماح بالقدرة على إنشاء المفاعل العمودي ذا الأقطار الأعرض. – ووفقاً لهذا المعيار، فإن استهلاك الطاقة بسبب المضخات وتكلفة تصنيع ثاني أكسيد الكربون قد يتعديا كم ثاني أكسيد الكربون المحتجز داخل الممفاعل.

## التطبيقات الصناعية
أسفرت عملية استزراع الطحالب باستخدام المفاعلات الحيوية الضوئية عن مدىً ضيقاً محدوداً من التطبيقات الصناعية. حيث استطاعت بعض شركات الطاقة [بحاجة لمصدر] بالفعل من تأسيس بعض المرافق البحثية القائمة على استخدام المفاعلات الحيوية الضوئية لاستكشاف كيفية النجاح ومدى الكفاءة التي يمكن التوصل إليها في التقليل من انبعاثات ثاني أكسيد الكربون، والمتواجد في غاز الوقود، بالإضافة إلى كم الكتلة الحيوية التي يمكن إنتاجها باسطة ذلك النوع من المفاعلات. هذا ويمكن الاستفادة من الكتلة الحيوية للطحالب في العديد من الاستخدامات بالإضافة إلى أنه يمكن بيعها لتوفير المزيد من سبل الدخل. مع ملاحظة أن كمية الانبعاثات الآمنة قد توفر مصدراً إضافياً للدخل كذلك، وذلك من خلال بيع ضمانات الانبعاث لشركات الطاقة الأخرى.
هذا وينتشر استخدام الطحالب كطعامٍ بصورةٍ شائعةٍ في مناطق شرق آسيا. [بحاجة لمصدر] حيث تحتوي معظم السلالات على قدرٍ ما من البروتينات والكربوهيدرات المستخدمة، بالإضافة إلى العديد من المعادن والعناصر النادرة. إلا أنه وبصورةٍ عامةٍ لابد من التقليل من استخدام الطحالب بسبب محتوى اليود العالي بها. فعلى سبيل المثال، لو كان يعاني فردٌ ما من فرطٍ في نشاط فرز هرمونات الغدة الدرقية، قد يصبح من الخطر جداً على صحته تناولها.
إلا أنه يمكن استخدام الطحالب، وعلى الأخص تلك السلالات التي تحتوي على 50% زيت وكمٍ كبيرٍ من الكربوهيدرات، لإنتاج الوقود الحيوي والإيثانول الحيوي من خلال استخراج وتكرير الجزيئات والكسور. مما يجعل تلك النقطة مجالاً مثيراً، بسبب أن كتلة الطحالب الحيوية يتم إنتاجها ب_ 30 مرةً أسرع من بعض الكتل الحيوية الزراعية الأخرى[بحاجة لمصدر]، والتي تستخدم بصورةٍ شائعةٍ في إنتاج الوقود الحيوي.

## وصلات خارجية
1. ↑  Book of synergie نسخة محفوظة 26 نوفمبر 2017 على موقع واي باك مشين.
2. ↑  Umweltbundesamt [وصلة مكسورة] نسخة محفوظة 09 سبتمبر 2013 على موقع واي باك مشين.